# دریاچه بروسنو
دریاچه بروسنو (انگلیسی: Lake Brosno) یک دریاچه در استان تور کشور روسیه است.